# Бела чао
„Бела чао“ (на италиански: Bella ciao, „Красавице, чаоǃ“) е популярна сред италианските и югославски партизани песен на италиански език, посветена на Италианската съпротива, активна срещу нахлуващата армия на Нацистка Германия. Музиката е по народни италиански мотиви, авторът е неизвестен. Песента е преведена и пята на множество езици.
Според Националната асоциация на италианските партизани (ANPI) тя става химн на Съпротивата само двадесет години след края на Втората световна война и едва когато партизаните вече са предали оръжията си години по-рано. Според други тя е присъща на някои групи на Съпротивата, но може би никога или рядко се пее във версията, известна днес, преди края на войната. Самите автори на законопроекта за песента като институционален химн на 25 април (Празникът на освобождението) подчертават, че песента във формата, която е позната днес, не присъства в нито един документ преди 50-те години и не се появява в нито един сборник с партизански песни от онези годиниː „...окончателната форма, която всички познаваме, се появява вместо това няколко години след края на Втората световна война“.
Някои твърдят, че първата публикация на текста, който се пее днес, е през 1953 г. в списание La Lapa и след това е публикувана в левия вестник „Унитà“ през 1957 г. Това, което е сигурно е, че знанието за нея се разпространява едва след Фестивала на двата свята в Сполето през 1964 г., на който мнозина приписват първата версия на песента, каквато е позната днес и която днес е пята, свързвайки я с италианското партизанско движение. 
Въпреки че е италианска песен, свързана с национални събития, тя се използва в много части на света като песен на съпротивата и свободата. 

## История

### Историография
Няма индикации за актуалността на Bella ciao сред партизанските бригади, нито за самото съществуване на партизанската версия преди първото публикуване на текста през 1953 г. Няма следи в документите от периода непосредствено след войната, нито пък тя присъства във важните сборници с песни: „...по-скоро има доказателство за нейното популярно и поп освещаване между 1963 и 1964 г. с версията на Ив Монтан и Фестивала в Сполето, когато групата „Ново Канцониере Италиано“ я представя на Фестивала на двата свята едновременно като песен на оризоберачките и като партизански химн. Следователно това е песен гъвкава и толкова „инклузивна“, че да може да държи заедно различните политически прояви на националноосвободителната борба (католици, комунисти, социалисти, либерали...)...“. Всъщност Fischia il vento по мелодията на известната съветска популярна песен „Катюша“, става официален химн на партизанските бригади „Гарибалди“.
Известният италиански журналист, бивш партизанин и историк на партизанската борба Джорджо Бока публично заявява: „«Bella ciao... песен на съпротивата и Giovinezza... песен на 20-те години на фашизма... Нито едната, нито другата са родени от партизаните или фашистите: едната е заимствана от далматинска песен, а другата – от тосканската голиардия и през годините се превърнаха в официални или фактически химни на Антифашистка Италия и на режима на Мусолини... През двадесетте месеца на партизанската война никога не съм чул да се пее Bella ciao, а това бе изобретение на Фестивала в Сполето“. Такива твърдения по-късно са удостоверени от Карло Пестели в книгата му „Bella ciao. Песента на свободата“, в която той реконструира в детайли произхода и разпространението на песента. И историците на италианската песен Антонио Вирджилио Савона и Микеле Страниеро заявяват, че Bella ciao не се пее или се пее малко по време на партизанската война, но е широко разпространена в периода непосредствено след войната.
Само няколко гласа, като този на италианските историции Чезаре Бермани и Руджеро Джакомини, твърдят, че някаква версия на Bella ciao е пята от някои бригади по време на Съпротивата, дори и не непременно в партизанската версия, за чието съществуване, както е посочено по-горе, не е известно да съществуват документални доказателства до 1950 г. Според Бермани това е бил бойният химн на бригадата „Майела“ в Абруцо, пят от бригадата през 1944 г. и пренесен на север от нейните членове, които след освобождението на Централна Италия се присъединяват към Италианския освободителен корпус като доброволци. Причината за липсата на адекватна информация за това, отбелязва Бермани, се крие в грешка на историческата и културната перспектива: идеята, че Съпротивата, а следователно и партизанската песен, са изключително северно явление. Посочва се обаче, че хипотезата не е подкрепена с доказателства, тъй като има много документи, написани от партизаните на бригадата „Майела“, включително песните, които пеят, и в нито една от тях не се появява и най-малкото споменаване за Bella ciao, докато се появяват такива за други песни. Във всеки случай Бермани се съгласява, че нейното разпространение през периода на партизанската борба е било минимално, макар че, отново по негово мнение и без да предоставя документални доказателства в подкрепа на това, някои бойни части в Реджо Емилия и района на Модена също са я пели, но не е била песенният символ на никоя друга партизанска формация. Ето защо Бермани заявява, че Bella ciao е „изобретението на една традиция“ и че „В средата на 60-те години лявоцентристите в правителството се фокусираха върху Bella ciao като символ за по-нататъшно обединение на партизанското движение“.
Според Джакомини обаче първото писмено свидетелство за Bella ciao като песен на италианската съпротива е в брошурата La rappresaglia tedesca a Poggio San Vicino, написана от Дон Отело Маркачини и публикувана през юли 1945 г. В нея Маркачини, енорийски свещеник на Поджо Сан Вичино, почита жертвите на германските репресии, извършени на 1 юли 1944 г., и съобщава, че местните жители помагат на партизаните, доколкото могат, и вземат активно участие в техните понякога щастливи, понякога болезнени събития; децата винаги са сред тях, вълнуват се и повтарят бойните си песни: „Ако умра като патриот, Красавице, чао, красавице, чао“. От друга страна, тази версия с използването на термина „патриот“ вместо „партизанин“ допълнително би потвърдила, че няма документални доказателства, че версията на партизаните предшества първото публикуване на текста в средата на 50-те години на ХХ век. Според Джакомини друго свидетелство за Bella ciao като песен на италианската съпротива може да се намери в писмо от 24 април 1946 г. на рускинята Лидия Стокс до Амато Виторио Тирабоски. „Когато мисля за всичко това, искам да плача, защото все още помня всичко, което чувствахме, всички онези млади момчета, които отидоха да умрат, пеейки Bella ciao“. Източникът съобщава само заглавието на песента, така че не е възможно да се знае коя версия на Bella ciao е пята. Анализа Ченя, директор на Историческия институт за съпротивата на Мачерата, се оказва доста предпазлива по отношение на тезата на Джакомини: „Един документ не е достатъчен, за да има исторически гаранции“.

### Произход на текста
Партизанската Bella ciao възприема в текстовата част структурата на песента от XIX век Fior di tomba, която Костантино Нигра съобщава в множество варианти в „Народни песни на Пиемонт“, публикувани за първи път през 1888 г., сред които една започва съсː Sta mattina, mi sun levata. Той също съобщава за венециански вариант, който започва със Sta matin, me son levata. Различните варианти разказват историята на жена, която иска да последва мъж заради любов, дори и ако това да означава смъртта ѝ, така че хората, които минават покрай гроба ѝ, ще казват „какво красиво цвете" или „какъв аромат“ в зависимост от варианта. По отношение на песента Нигра отбелязва: „Цветето, което трябва да израсне на гроба на красавицата, умряла от любов, е темата на песен, която е може би най-пятата в цяла Италия. Тази тема е толкова популярна сред нас, че в много случаи се добавя като край към други песни, които нямат нищо общо с нея.“ Произходът на тази тема се намира във френска песен, засвидетелствана (в различни варианти) още през XV век, която, макар и леко променена с всеки географски пасаж, е била погълната първо от пиемонтската традиция с Fior di Tomba, след това в тази от Тренто със заглавието Il fiore di Teresina и след това във венецианската със заглавието Stamattina ho risto, и впоследствие в Bella ciao на оризоберачките и партизаните.
Както музикално, така и в структурата на итерацията (повтарящото се "ciao"), тя също произлиза от детска песен, широко разпространена в цяла Северна Италия: La me nòna l'è vecchiorella, записана от Роберто Лейди, за която се съобщава с началото: „«La me nòna, l'è vecchierèlla/la me fa ciau, la me dis ciau, la me fa ciau ciau ciau“.
Някои предполагат връзката с песен на оризоберачките от Паданската низина, но други, като Чезаре Бермани, твърдят, че Bella ciao на оризоберачките е била написана след войната от оризоберача Васко Скансани от Гуалтиери.
От 1968 г. нататък тази песен често се възприема като тяхна от леви и крайнолеви италиански движения, особено младежки, въпреки че първоначално е призната за принадлежаща към цялата Съпротива, в която участват групи и лица с различни мнения, от комунистите до социалисти, от републиканци и ационисти през католици до автономни партизани (последните се противопоставят на комунизма и се отличават със синя кърпа). Версия от 1968 г. добавя последен стих, който гласи: „Знамето му бе червено... като кръвта, която проля“ (с течение на времето обаче са измислени няколко така наречени финални стиха). Поради тази причина тя все още вдъхновява италиански и чуждестранни автори днес и се използва в много случаи, дори и да не е пряко свързан със Съпротивата.
Следният текст е най-разпространеният от партизанската версия, с някои вариации:
Una mattina mi son svegliato,                            Една сутрин се събудих,
o bella, ciao! bella, ciao! bella, ciao, ciao, ciao!   О, красавице, чаоǃ Красавице, чаоǃ Красавице, чао, чао, чао!
Una mattina mi son svegliato,                             Една сутрин се събудих
e ho trovato l'invasor.                                          и намерих окупатор.
O partigiano, portami via,                                   О, партизанино, отведи ме,
o bella, ciao! bella, ciao! bella, ciao, ciao, ciao!   О, красавице, чаоǃ Красавице, чаоǃ Красавице, чао, чао, чао!
O partigiano, portami via,                                   О, партизанино, отведи ме,
ché mi sento di morir.                                          защото чувствам, че умирам.
E se io muoio da partigiano,                                И ако умра аз като партизанин,
o bella, ciao! bella, ciao! bella, ciao, ciao, ciao!    О, красавице, чаоǃ Красавице, чаоǃ Красавице, чао, чао, чао!
E se io muoio da partigiano,                                И ако умра аз като партизанин,
tu mi devi seppellir.                                              ти трябва да ме погребеш.
E seppellire lassù in montagna,                           Да ме погребеш там горе в планината,
o bella, ciao! bella, ciao! bella, ciao, ciao, ciao!   О, красавице, чаоǃ Красавице, чаоǃ Красавице, чао, чао, чао!
E seppellire lassù in montagna,                           Да ме погребеш там горе в планината,
sotto l'ombra di un bel fior.                                под сянката на красиво цвете.
E le genti che passeranno,                                  И хората, които ще минават,
o bella, ciao! bella, ciao! bella, ciao, ciao, ciao!   О, красавице, чаоǃ Красавице, чаоǃ Красавице, чао, чао, чао!
E le genti che passeranno,                                  И хората, които ще минават,
Mi diranno „Che bel fior!“                                   ще ми казватː „Какво красиво цветеǃ“
È questo il fiore del partigiano,                           Това е цветето на партизанина,
o bella, ciao! bella, ciao! bella, ciao, ciao, ciao!   О, красавице, чаоǃ Красавице, чаоǃ Красавице, чао, чао, чао!
È questo il fiore del partigiano,                           Това е цветето на партизанина,
morto per la libertà.                                             умрял за свободата.

#### Български текст, пресъздаден по памет
Във ранна утрин, когато станах
Прекрасна моя казах чао, казах чао, чао, чао.
Във ранна утрин когато станах
видях агресора у нас (2)
О, партизани с вас ме вземете
Прекрасна моя казах чао, казах чао, чао, чао.
О, партизани с вас ме вземете,
че тук от мъка ще умра (2)
И ако падна, другари в боя,
Прекрасна моя казах чао, казах чао, чао, чао.
И ако падна, другари в боя,
Вземете моя автомат!
А мене нейде, край росно цвете,
Прекрасна моя казах чао, казах чао, чао, чао
А мене нейде, край росно цвете,
ме погребете под върха! (2)
Ще минат хора, ще каже някой
Прекрасна моя казах чао, казах чао, чао, чао
Ще минат хора, ще каже някой -
прекрасно цвете под върха! (2).
А то е цвете за партизанин
Прекрасна моя казах чао, казах чао, чао, чао.
А то е цвете за партизанин,
загинал в бой за свобода. (2)

### Произход на музиката
Музиката от неизвестен автор е проследена назад през последните години до различни популярни мелодии. Версия на Bella ciao на оризоберачките е записана от певицата Джована Дафини през 1962 г. През 1964 г. Дафини я представя на Фестивала в Сполето през 1964 г. в две версии: оригиналната на оризоберачките от 1962 г., към която добавя партизанска версия, и в една втора версия, за която твърди, че е адаптирана от партизаните по време на Съпротивата.
Възможният произход на мелодията е идентифициран от Фаусто Джоваnарди след откриването на мелодия на идиш (песен Koilen), записана от клезмерския акордеонист от украински произход Мишка Зиганов през 1919 г. в Ню Йорк. Според учения Род Хамилтън от Британската библиотека в Лондон Koilen е версия на Dus Zekele Koilen, за която има различни версии, датиращи от 20-те години на XX век. Началото на мелодията, която в изпятата версия на партизанката гласи „Една сутрин се събудих“, всъщност е идентично с това на Bella ciao, а останалата част е е различна.

#### Музикални файлове
Италиански, Ив Монтан (mp3)
- www.anpi.rimini.it Архив на оригинала от 2008-12-01 в Wayback Machine. Bella Ciao and other partisans songs from the website of the Associazione Nazionale Partigiani d'Italia section of Rimini

 Английски, Mark Gunnery (mp3) (по текста на Чумбауамба)

## Разпространение
Късметът на тази песен, което я кара да бъде идентифицирана като песен – символ на Италианската съпротива и на единството срещу нацистките войски като основополагащ елемент на Италианската република, се състои във факта, че текстът я характеризира изключително като песен срещу нашественика, без препратки към Съпротивата като „класова война“ или като „гражданска война“ (какъвто е случаят в най-изпятата от италианските партизани песен Fischia il vento, където вместо това има препратки към „слънцето на бъдещето“ и „червеното знаме“). Няма конкретни елементи или източници в подкрепа на тези, които твърдят, че международната популярност на Bella ciao се е разпространила през 50-те години на 20 век по повод на многобройните „Световни фестивали на демократичната младеж“, които се провеждат в различни градове, включително Прага, Берлин и Виена; напротив, липсата на източници по въпроса предполага, че това твърдение е по-късна конструкция. Песента достига голямо масово разпространение през 60-те години г., особено по време на работническите и студентските демонстрации от 1968 г.
- Първите записи на тази партизанска версия са направени от Сандра Мантовани и Фаусто Амодей в Италия и от френския певец-композитор от тоскански произход Ив Монтан. Първото ѝ излъчване по италианската телевизия е в програмата Canzoniere Minimum (1963) в изпълнение на Джорджо Габер, Мария Монти и Марго, които я пеят без последния куплет „това е цветето на партизана, умрял за свободата“. [49]
- Италианската група „Гуфи“ я пее в албума си I Gufi cantano due secoli di Resistenza от 1965 г.
- През 2002 г. песента е изпята от журналиста Микеле Санторо на откриването на извънредно издание на телевизионната програма Sciuscià, чийто водещ е той, в полемика с т. нар. български указ.[50]
- Италианската група Модена Сити Рамблърс, особено свързана със Съпротивата, преосмисля песента няколко пъти, първата от които вече присъства в миниалбума им Combat folk. След това я пеят в бойна фолклорна версия по време на първомайския концерт на пл. „Сан Джовани“ в Рим през 2004 г. (повтаря се и през следващите години). Версията от 1994 г. е използвана за закриване на предизборната кампания на гръцката Коалиция на радикалната левица през 2015 г.
- Тя е преработена с по-бързо темпо няколко пъти от италианската ска група Банда Басоти (които често пеят за Съпротивата в текстовете си).
- Сред безбройните изпълнения се откроява и това на босненския музикант Горан Брегович, който редовно я включва в своите концерти и който придава на песента подчертано балканско звучене.
- От 1980 г. тя се пее от Енрико Капуано във фолк рок версия на много политически и антифашистки демонстрации и се изпълнява всяка година в списъка на неговите турнета в САЩ и Канада от 2011 г. За отбелязване е версията, изпълнена в 2008 г. по Rai 3 по случай първомайския концерт заедно с Тамуриярок и Биска.
- По време на подготовката за Фестивала в Санремо през 2011 г. водещият Джани Моранди обявява, че ще изпълни песента Bella ciao на вечерта, посветена на 150-годишнината от обединението на Италия, заедно с фашисткия химн Giovinezza. Тази комбинация е в центъра на спорове и инициативата е блокирана от борда на директорите на Rai.[51]
- Франсоа Оланд я избира за завършек на речта си по време на предизборната кампания за президентските избори през 2012 г., сред аплодисментите на тълпата.[52]
- По време на демонстрациите срещу Реджеп Таип Ердоган на площад „Таксим“ в Истанбул и в много други турски градове през 2013 г. някои демонстранти пеят мелодията на песента.[53][54]
- Bella ciao на италиански е изпята в Париж от френския комик Кристоф Алевек по време на погребението на жертвите на клането в централата на френския сатиричен седмичник „Шарли Ебдо“: по време на публична церемония в подкрепа на вестника (излъчвано на живо на 11 януари 2015 г. по Франс 2)[55] и и по време на погребението на карикатуриста Бернар Верлак, известен като "Tignous" (излъчвано на живо по BFMTV).
- Песента е използвана в испанския сериал на Antena 3/Нетфликс La casa de papel.
- В сирийската гражданска война е използван от кюрдски активисти за независимост.[56][57]
- В суданската революция от 2018 г. и 2019 г. някои бунтовници пеят песента, създавайки и кавър версия.[58]
- През 2019 г. тя е изпята на летището в Барселона от демонстранти за независимостта на Каталония в знак на протест срещу присъдите, наложени на дванадесет каталонски политически лидери.[59]
- През 2019 г. чилийски протестиращи пеят и свирят Bella ciao, когато се събират на пл. „Италия“, за да протестират срещу президента Себастиан Пинера и да поискат икономически реформи и политически промени.
- През 2019 г. тя става една от символичните песни на италианските площади на Движението на сардините и Паоло Джентилони, новият еврокомисар по икономиката, я пее с другите комисари социалисти и демократи в Европейския парламент в Страсбург.
- По време на руската инвазия в Украйна през 2022 г. версия на украински език е изпята от няколко войници като форма на съпротива и противопоставяне на руските нашественици.
- През септември 2022 г. певицата Лаура Паузини, поканена от водещия да изпее Bella Ciao по време на предаване на испанска телевизия, отказва, считайки това за „много политическа песен“.
- През септември 2022 г. версия на персийски език на Bella Ciao е изпята по време на антиправителствени протести след смъртта на Махса Амини.
- През 2012 г. белгийският режисьор и екологичен активист Ник Балтазар се присъединява към екологична демонстрация „Пейте за климата“ и по този повод заснема видеоклип, в който демонстрантите пеят песента Do it Now в припев на мелодията на Bella ciao. Видеото е излъчено по време на пленарната сесия на UNFCCC в Доха, Катар, през 2012 г. По повод демонстрациите Петък за бъдещето песента е приета за химн.[60] Във версията, изпята от турски деца по повод световната студентска демонстрация на 15 март 2019 г., тя става химн за околната среда.[61]
- Днес тя е широко разпространена сред съпротивителните движения по света, където е пренесена от италиански бойци. Например тя се пее на испански от много сапатистки общности в Чиапас. В Куба се пее в лагерите на пионерите, като се поставя думата guerrillero на мястото на думата "partisan". Известен е и преведен на китайски език.